# Everything in Between
Albums de Ugly Heroes
Ugly Heroes EP
(2014)
Everything in Between est le deuxième album studio d'Ugly Heroes (trio formé par le producteur Apollo Brown et les rappeurs Verbal Kent et Red Pill), sorti le 24 juin 2016.

## Liste des titres
| No  | Titre                | Contient un (des) sample(s) de             | Durée |
| --- | -------------------- | ------------------------------------------ | ----- |
| 1.  | Today Right Now      | Oh I de Gonzalez                           | 3:20  |
| 2.  | Daisies              |                                            | 3:25  |
| 3.  | This World           |                                            | 3:14  |
| 4.  | Notions              |                                            | 2:59  |
| 5.  | Peace of Mind        | My Lonely Room de Dee Dee Bridgewater      | 3:19  |
| 6.  | Choir Practice       |                                            | 3:17  |
| 7.  | Place Called Home    |                                            | 3:17  |
| 8.  | Can't Win for Losin' | Blues Get Off My Shoulder de Little Milton | 3:26  |
| 9.  | Roles                |                                            | 3:11  |
| 10. | Heart Attack         |                                            | 3:25  |
| 11. | Force Fed            |                                            | 2:48  |
| 12. | Soul Searching       |                                            | 3:38  |
| 13. | Unforgiven           |                                            | 3:44  |
| 14. | Fair Weather         |                                            | 4:06  |